# Belonochilus numenius
Belonochilus numenius är en insektsart som först beskrevs av Thomas Say 1832.  Belonochilus numenius ingår i släktet Belonochilus och familjen fröskinnbaggar. Inga underarter finns listade i Catalogue of Life.